# مقاطعة خيرسون
خيرسون (بالأوكرانية: Херсонська область) هي مقاطعة في جنوب أوكرانيا وشمال شبه جزيرة القرم.
المركز الإداري للمقاطعة هو مدينة خيرسون. ويبلغ عدد سكان المنطقة 1,016,707 (بتقدير 2021) وتغطي مساحة 28,461 كم². وتعتبر «سلة الفاكهة» للبلاد، حيث يتم توزيع الكثير من إنتاجها الزراعي في جميع أنحاء البلاد، حيث يبلغ الإنتاج ذروته خلال فصل الصيف.
خلال الغزو الروسي لأوكرانيا عام 2022، سيطرت القوات الروسية على مقاطعة خيرسون، وفي 30 سبتمبر ضمت روسيا المقاطعة إلى قوام الاتحاد الروسي.

## وصلات خارجية
- الموقع الرسمي